# Reboxetina
La reboxetina es un antidepresivo que inhibe selectivamente la recaptación de noradrenalina (ISRN, por sus siglas en inglés).

## Usos indicados
El fármaco se emplea principalmente en la depresión. También se usa en el tratamiento del TDAH y el trastorno de pánico.
Se afirma que tiene efectos aligerantes del estado de ánimo en los ancianos, pero es significativamente menos eficaz clínicamente contra la fase aguda de los trastornos depresivos mayores, y menos aceptable en relación con otros antidepresivos nuevos.

## Otros usos en investigación
En experimentos de dosificación aguda se empleó reboxetina tanto por administración intratecal como sistémica notándose una reversión parcial de la alodinia mecánica. Este efecto se bloqueó mediante la administración previa de yohimbina. Así mismo se observó que la reboxetina intratecal crónica suprime el desarrollo de alodinia mecánica y fría. En otras revisiones se experimentó con la reboxetina para aprovecharla en esquizofrenia, sin embargo no hubo datos consolidados por lo que se requieren mayores estudios.

## Efectos secundarios
Los efectos secundarios de la reboxetina se derivan de los efectos anticolinérgicos del compuesto, particularmente los efectos antimuscarínicos, y varían desde sequedad de boca, estreñimiento, dolor de cabeza, somnolencia, mareos y sudoración excesiva hasta el insomnio. Se han informado casos raros de convulsiones.

## Uso en embarazo y lactancia
Embarazo
En estudios se observó que, aunque no hubo un mayor riesgo de anomalías estructurales, la tasa de nacimientos prematuros aumentó significativamente cuando se emplean ISRNs. En comparación con la exposición a los ISRS durante la gestación, se observó un patrón similar de síntomas neonatales que incluía problemas respiratorios, puntuaciones bajas en el test de Apgar, hipoglucemia y convulsiones neonatales. Los autores concluyeron que los síntomas en recién nacidos expuestos a SNRI se parecen mucho a los observados en bebés expuestos a ISRS.
No hay datos sobre la exposición a reboxetina en hembras humanas en la literatura. En estudios en animales, la reboxetina parece no producir efectos teratogénicos.
Lactancia
En la rata, la droga se excreta en la leche en pequeñas cantidades, pero su presencia en la leche humana materna aún se desconoce.
Dado que existe muy poca información sobre la reboxetina en embarazo y lactancia, en la actualidad, este compuesto no debe usarse como agente de primera línea en el tratamiento farmacológico de la depresión en mujeres que estén pasando por estas fases.